# هنري كويفاس
هنري كويفاس (بالإسبانية: Henry Cuevas)‏ هو دراج كولومبي، ولد في 12 أكتوبر 1954.

## وصلات خارجية
- هنري كويفاس على موقع أرشيف الدراجات (الإنجليزية)
- هنري كويفاس على موقع أوليمبيديا (الإنجليزية)